# ファビオ・ヤコブセン
ファビオ・ヤコブセン（Fabio Jakobsen、1996年8月31日 - ）はオランダ、ホルクム出身の自転車競技選手。

## 経歴

### 2015
オランダのコンチネンタルチームSEGレーシングアカデミーでプロデビュー。

### 2018
クイックステップ・フロアーズへ移籍。

### 2019
ブエルタ・ア・エスパーニャ第4ステージでグランツール初出場・初勝利。第21ステージでステージ2勝目を挙げた。

### 2020
8月のツール・ド・ポローニュ第1ステージのゴール前スプリントに於いて最右側を走行していたところ、左側にいたディラン・フルーネヴェーヘンの突然の進路変更によってゴール直前にフェンスに押し出されて転倒。頭部、脳、胸部に大きな損傷を受ける事故となった。レースは先頭でゴールしたフルーネヴェーヘンが失格となりヤコブセンの優勝となった。
その後度重なる手術によって生命の危機を脱する。

### 2021
4月、ツアー・オブ・ターキーでレースに復帰。

## 主な戦績

### 2017
- ツール・ド・ラブニール 区間優勝（第2ステージ）

### 2018
- ノケル・クルス 優勝
- スヘルデプライス 優勝
- ツール・ド・フィヨルド（英語版） 区間優勝（第1ステージ）
- ビンクバンク・ツアー 区間優勝（第1ステージ）
- ツアー・オブ・広西 ポイント賞、区間優勝（第3,6ステージ）

### 2019
- ヴォルタ・アン・アルガルヴェ 区間優勝（第1ステージ）
- スヘルデプライス 優勝
- ツアー・オブ・ターキー　区間優勝（第3ステージ）
- ツアー・オブ・カリフォルニア　区間優勝（第4ステージ）
- オランダ選手権　個人ロードレース 優勝
- ブエルタ・ア・エスパーニャ 区間2勝（第4,21ステージ）

### 2020
- ボルタ・ア・ラ・コムニタ・バレンシアナ　区間優勝（第5ステージ）
- ヴォルタ・アン・アルガルヴェ  ポイント賞（第1ステージ優勝）
- ツール・ド・ポローニュ 区間優勝（第1ステージ）

### 2021
- ツール・ド・ワロニー　区間優勝（第2,5ステージ）
- ブエルタ・ア・エスパーニャ  ポイント賞（第4,8,16ステージ優勝）
- ホーイクセ・ペイル（英語版） 優勝
- ユーロメトロポール・ツール 優勝

### 2022
- ボルタ・ア・ラ・コムニタ・バレンシアナ  ポイント賞（第2,5ステージ優勝）
- ヴォルタ・アン・アルガルヴェ  ポイント賞（第1,3ステージ優勝）
- クールネ〜ブリュッセル〜クールネ 優勝
- パリ〜ニース 区間優勝（第2ステージ）
- ツール・ド・ハンガリー（英語版）  ポイント賞（第2,3ステージ優勝）
- エルフステーデンロンデ（英語版） 優勝
- バロワーズ・ベルギー・ツアー 区間優勝（第5ステージ）
- ツール・ド・フランス 区間優勝（第2ステージ）
- ヨーロッパ選手権（英語版） 個人ロードレース 優勝
- カンピウンスハップ・ファン・フラーンデレン 優勝

### 2023
- ブエルタ・ア・サンフアン 区間優勝（第2ステージ）
- ティレーノ〜アドリアティコ 区間優勝（第2ステージ）
- ツール・ド・ハンガリー（英語版） 区間優勝（第2ステージ）
- バロワーズ・ベルギー・ツアー 区間優勝（第2、5ステージ）
- デンマーク・ルント 区間優勝（第2、4ステージ）

### 2024
- ツアー・オブ・ターキー 区間優勝（第1ステージ）